# Breidskaret
Breidskaret (norwegisch für Breite Wanne) ist ein Gebirgspass im ostantarktischen Königin-Maud-Land. Im Borg-Massiv verläuft er zwischen der Høgfonna und dem Jøkulskarvet.
Norwegische Kartografen, die den Pass auch deskriptiv benannten, kartierten ihn anhand von Luftaufnahmen und Vermessungen der Norwegisch-Britisch-Schwedischen Antarktisexpedition (1949–1952).